# Ахцу (хребет)
Ахцу́ — горный хребет в южной части Западного Кавказа, на территории Краснодарского края Российской Федерации.

## Название
Происхождение названия хребта Ахцы могло переводиться по-разному в зависимости от языка народностей, которые проживали близ этого хребта: с абхазско-адыгейского Ахцы переводится как «каменный бык»; от абхазского Ахувар-ху — «гора владетелей»; от абхазского Ахуаца — «горное место». Предположительно ороним имеет абхазское происхождение и означает «острая скала, вершина». Есть также предположение, что название переводится как «зуб», «клык» (острая скала, вершина).

## Местонахождение
В двадцати километрах к северу от Адлера расположен хребет Ахцу. Хребет, расположен в восточной оконечности хребта Алек, длина около 10 км (междуречье Сочи-Мзымта). Одноименное название носит ущелье, один из участков долины реки Мзымта.

## Описание
Высота до 1122,8 м. Карстовые формы рельефа. Прорезан сквозным ущельем реки Мзымта, по которому проходит шоссе Адлер — Красная Поляна. Крупный обвал в этом ущелье 13 января 1968 года создал запрудное озеро. Много воронок, колодцев и пещер. Наиболее крупные из них — пещера Подземная Хоста, длиной 550 м, шахта Нежданная, глубиной 420 м. Шахта Фёдоровская, глубиной 196 м, известна огромным залом длиной 48 и шириной 40 м. В верховьях долины реки Восточной Хосты имеется редкое для Кавказа явление — естественный карстовый мост, перекрывающий долину на протяжении 44 м.

### Состав почвы
Сложен рифогенными известняками.

### Флора
На склонах произрастают широколиственные, буковые и пихтовые леса.